# 渡邉邁
渡部 邁（わたなべ すぐる、1842年〈天保13年〉- 1914年〈大正3年〉7月18日）は、明治期の日本の官吏・神職・蔵書家。幼名は武男、通称は峯之丞。名前は渡邊 邁とも表記される。
日光二荒山神社宮司、三嶋大社宮司、早稲田大学教授。位階は従六位。

## 生涯
1842年（天保13年）、壬生藩医であった渡邊宗玄の子として生まれる。小金井の老医手塚玄仙、幕府医官喜多村直寛に医学を学び、また漢学を修めた。壬生藩医石﨑正験（寿倹）の養子となったが、後に養子縁組を解消。明治元年に別家として独立し渡部邁を名乗った。
日光県、栃木県に出仕した後、日光二荒山神社宮司（1893年から1896年まで）や三嶋大社宮司を務めた。その後は早稲田大学教授として大学教育にも携わった。「東野書狂士」を自称した蔵書家として知られ、旧蔵書の多くは、没後に二男の渡部信（帝室博物館6代総長、1884年～1973年）により東京大学に寄贈された。生前の1911年（明治42年）に渡部文庫の売出しがあった際、狩野亨吉（哲学者）により悉く購入され、それらは東北大学狩野文庫や九州大学に多数所蔵されている。谷中霊園に眠る。

### 壬生七傑
2016年、壬生町教育委員会主催の壬生町立歴史民俗資料館で行われた博覧会において、
- 河内全節 - 明治天皇御用医師（侍医）
- 太田信義 - 太田胃酸創業者
- 増田知 - 横浜市長（初代）

らほか3名と共に「壬生七傑」として紹介された。

## 親族
- 父・渡邉宗玄 - 栃木縣士族、下野国壬生藩医
- 妻・コト - 栃木縣士族・寺山季三郎の五女（1847年〈弘化4年〉7月生）[4]
  - 長男・某
  - 二男・信 - 宮中顧問官、帝室博物館6代総長、貴族院勅選議員、日本郵船監査役
  - 長女・潔子 - 夫は脇水鐵五郎[注釈 1][5]
  - 二女・壽子 - 夫は小田切良太郎[注釈 2][6]
  - 三女・敏子 - 夫は岡本英太郎[注釈 3][7]
- 義甥・関屋貞三郎[注釈 4] - 宮内次官、枢密顧問官、静岡県知事（第17代）、日本銀行監事、貴族院議員[8]
  - 妻：キヌ - 女子学習院出身、父は長田銈太郎[注釈 5]
    - 長男・正彦 - 東京帝国大学卒業
    - 二男・友彦 - 東京大学卒、妻は大河内松平宗家12代当主・大河内正倫（子爵）の娘
    - 三男・光彦 - 津田塾大学教授、妻は文部大臣・森有礼の孫関屋綾子。
    - 長女・淑子 - 女子学習院出身、京都府知事・木内重四郎長男良胤[9]の妻
      - 孫・昭胤 - 駐フランス特命全権大使、住友銀行顧問、アクサ生命保険会長
        - 曾孫・孝胤 - 衆議院議員
- 義姪・カツ - 夫は大石明徳[注釈 6]